# Керкіра (мучениця)
Свята Керкіра Керкірська (пом. бл. 63 р., острів Керкіра, Греція, на той час Римська імперія) — ранньо-християнська мучениця, діва, донька римського правителя острова Керкіра, навернена апостолами Ясоном та Сосипатром. Пам'ять в Православній церкві вшановується 11 травня (28 квітня за старим стилем).